# Cerro Jachcha Chuñu Uma
Cerro Jachcha Chuñu Uma är ett berg i Bolivia.   Det ligger i departementet La Paz, i den centrala delen av landet, 300 km nordväst om huvudstaden Sucre. Toppen på Cerro Jachcha Chuñu Uma är 3 929 meter över havet.
Terrängen runt Cerro Jachcha Chuñu Uma är huvudsakligen bergig, men åt sydost är den kuperad. Runt Cerro Jachcha Chuñu Uma är det glesbefolkat, med 12 invånare per kvadratkilometer.. Närmaste större samhälle är Viloco, 14,5 km norr om Cerro Jachcha Chuñu Uma. 
Omgivningarna runt Cerro Jachcha Chuñu Uma är i huvudsak ett öppet busklandskap.